# Paweł Pasierbiak
Paweł Pasierbiak – polski ekonomista, doktor habilitowany nauk społecznych.

## Życiorys
W 2000 ukończył Ekonomię na Wydziale Ekonomicznym UMCS. W 1998, podczas studiów, w ramach stypendium naukowego studiował w Bluffton College (obecnie Bluffton University) w USA. Stopień doktora nauk ekonomicznych uzyskał w 2008 na Wydziale Ekonomicznym UMCS za pracę pt. „Miejsce Unii Europejskiej w zagranicznej ekspansji Japonii. Stopień doktora habilitowanego nauk społecznych uzyskał w 2020 na UMCS za pracę pt. „Efekty procesów integracyjnych w Azji Wschodniej w warunkach transformacji układu sił gospodarczych w regionie”.

Od 2000 zatrudniony w Zakładzie Gospodarki Światowej i Integracji Europejskiej (w 2009 przemianowanym na Katedrę Gospodarki Światowej i Integracji Europejskiej), początkowo jako asystent, następnie jako adiunkt, a obecnie jako adiunkt ze stopniem doktora habilitowanego. Od 2020 kierownik tejże katedry.
Od 2013 jest też Wydziałowym koordynatorem programów międzynarodowych na Wydziale Ekonomicznym UMCS. W przeszłości pracował także w Lubelskiej Szkole Biznesu, Puławskiej Szkole Wyższej, Wyższej Szkole Przedsiębiorczości i Administracji w Lublinie, Wyższej Szkole Handlowej w Radomiu, a także jako profesor wizytujący m.in. w Universität Kassel, Universidad de Malaga, Jefferson Educational Society, Teikyo University oraz Kanagawa University. Członek Polskiego Stowarzyszenia Badań Wspólnoty Europejskiej, Polskiego Towarzystwa Ekonomicznego, European Association for Japanese Studies oraz Association for Asian Studies.

Autor wielu publikacji, głównie dotyczących roli Azji Wschodniej w gospodarce światowej.